# Васил Карагьозов (поет)
Вижте пояснителната страница за други личности с името Васил Карагьозов.
Васил Георгиев Карагьозов (1889 – 1925 г.) е български поет и преводач, деец на БКП (т.с.)